# Carlos Falconí Aramburú
Carlos Ernesto Falconí Aramburú (* 1937 in San Miguel, La Mar, Ayacucho, Peru; † 29. Juni 2022 in Ayacucho, Peru) war ein peruanischer Dichter, Liedermacher, Sänger, Gitarrist, Komponist und Sammler traditioneller Lieder auf Chanka-Quechua und Spanisch.

## Leben
In seiner Kindheit begleitete Carlos Falconí zunächst seinen Vater beim Musizieren mit Gesang und Gitarrenspiel. Er besuchte die Primarschule in Huanta und setzte seine Schulausbildung an der Sekundarschule Gran Unidad Escolar “Mariscal Cáceres” in Huamanga (Ayacucho) fort. Er studierte Sprache und Literatur an der Universidad Nacional de San Cristóbal de Huamanga.
In Huamanga gründete er 1950 mit Ernesto Camassi Pizarro und Carlos Flores León, die er in der Sekundarschule kennen gelernt hatte, das Trío Ayacucho. Er sang und tanzte Walzer und Bolero. 1958 komponierte er seinen ersten Walzer, Adiós. Im Trío Ayacucho sang er die zweite Stimme und spielte die dritte Gitarre, während Ernesto Camassi Pizarro die erste Stimme sang und die zweite Gitarre spielte, Carlos Flores dagegen die erste Gitarre. 1964 verließ Carlos Flores die Gruppe und wurde durch Amílcar Gamarra Altamirano ersetzt.
1966 nahm das Trío seine erste Single mit den Liedern Vapor Brillante und Con el mayor cariño auf. Es folgten neun Langspielplatten und zwei CDs mit traditionellen Liedern aus der Region Ayacucho.
Mit eigenen Texten hat Carlos Falconí auch zur Quechua-Lyrik beigetragen, und besonders in der Zeit des Bewaffneten Konflikts in Peru schrieb er eine Anzahl an Liedtexten mit politischer Sprengkraft – trotz der spanischen Titel meist auf Quechua oder in beiden Sprachen und im Stil des traditionellen Waynu. Zu seinen bekanntesten Liedern gehören Huamanga (1958), Carolita (1966), Ingrata Mestiza (1973), Wakcha Masillay (1978), Ofrenda (1982), Viva la Patria (1986), Tanto amor, tanto infortunio (1987), Tierra que duele (1987), Aurora (1994), Lejanía (2000) und Justicia punkupi suyasaq (2002). In Ofrenda, das unter anderem auch von Manuelcha Prado gesungen wurde, und Viva la Patria schildert er in einfachen Worten den Bürgerkrieg aus Sicht der von beiden Seiten misshandelten und gemordeten indigenen Quechua seiner Heimatregion, während er in Tierra que duele die Hoffnung auf die Wiederkehr des Inkarrí beschreibt. In Justicia punkupi suyasaq („In der Tür der Justiz werde ich warten“) widmet er sich der Erinnerung und der Aufarbeitung durch die Wahrheitskommission (Chiqap comisión).
Nach Einschätzung des US-amerikanischen Musikwissenschaftlers Jonathan Ritter (2012) begründete Falconí hiermit einen eigenen Stil von „Zeugnisliedern“ bzw. „Erinnerungsliedern“ (canciones testimoniales) oder „Sozialen Liedern von Ayacucho“ (canciones sociales ayacuchanas), die eine direkte Äußerung aus der Perspektive der Opfer des Konflikts waren und einen dringend benötigten Raum für den Protest boten. Die Veröffentlichung und Aufführung derartiger Lieder war in Ayacucho in der Zeit des bewaffneten Konflikts mit großen Risiken verbunden, weshalb die meisten bekannten Musiker Ayacucho verließen. Falconí blieb als einer von wenigen, musste jedoch über ein Jahr im Verborgenen leben, weil ihm die Todesschwadron Grupo Colina nach dem Leben trachtete. Am 29. August 2003 trat Carlos Falconí wieder öffentlich mit dem Lied Ofrenda auf, nachdem am Morgen die Wahrheitskommission in Lima ihren abschließenden Bericht veröffentlicht hatte. Überschattet war die Vorstellung allerdings von Demonstrationen und Medienkampagnen, die gegen die Arbeit der Wahrheitskommission gerichtet waren und die erfolgte staatliche Gewalt im bewaffneten Konflikt rechtfertigten.
Für seine Leistungen in der Poesie, Sammlung traditioneller Musik und deren Interpretation erhielt er 1988 in Lima den Preis Urpicha de Plata (Silbernes Täubchen) beim Zweiten Festival Andiner Autoren und Komponisten. 2016 erhielt er als Anerkennung den Orden a la Libertad Americana vom Regionalrat Ayacucho.
Er starb am 29. Juni 2022 in Ayacucho.

## Diskographie

### Mit dem Trío Ayacucho (Auswahl)
- 1966: Con el mayor cariño (IEMPSA)
- 1967: Trío Ayacucho
- 1970: Aquí estamos mejor
- 1971: Mi retorno
- 1973: Remembranza Huamanguina

### Mit Manuelcha Prado
- 1996: Romance guitarrero

## Eigene lyrische Texte (Auswahl)
- 1982: Ofrenda
- 1986: Viva la patria
- 1987: Tanto amor, tanto infortunio
- 1987: Tierra que duele
- 1994: Aurora
- 2000: Lejanía
- 2002: Justicia punkupi suyasaq